# Prîozerne, Prîlukî
Prîozerne (în ucraineană Приозерне) este un sat în comuna Mazkî din raionul Prîlukî, regiunea Cernihiv, Ucraina.

## Demografie
Componența lingvistică a localității Prîozerne
     Ucraineană (90%)
     Rusă (10%)
Conform recensământului din 2001, majoritatea populației localității Prîozerne era vorbitoare de ucraineană (90%), existând în minoritate și vorbitori de rusă (10%).